# Зграда Хемпро
Зграда Хемпро је архитектонско дело арх. Алексеја Бркића, настало у шестој деценији 20. века, на Теразијама, централном трговачко-пословном и историјском простору града Београда.3 Након њене изградње она се нашла раме уз раме се  многобројним богатим историјским и епохалним делима београдске архитектонске делатности на Теразијском платоу, нпр. непосредно уз угаоно здање Прашке кредитне банке, из 1920. године, које је у време подизања својим обликовним речником и раскошном фасадом имало велики утицај на београдску архитектуру. Објекат је међу савременицима, у другој половини 20. века постао, али и остао до данас један од најпрепознатљивијих архитектонских мотива на Теразијама.

## Историја
Након што је у послератним годинама након Другог светског рата основан „Хемпро” као прво специјализовано спољнотрговинско предузеће из области хемије и хемијских производа на Балканском полуострву,  1953. године се указала потреба за изградњом пословног простора, који је требало да одговарала репрезентацији и потребама предузећа „Хемпро”.
Зграда Хемпро, настала је на простору некадашњег кафане „Златна славина”,  у улици Теразије број 8, који је била издужене фасаде и скромне архитектуре, и чијим је рушењем након експропријацијом земљишта, омогућено интерполирање новог објекта. Како је градњу зграде,  требало започети уз палату Осигуравајућег друштва Југославије „Југошпед” подигнуте 1931. године по пројекту архитекте Ђорђа Ђорђевића, она иако није стилски утицао на изградњу „Хемпра”, подигнут у стилу академизма,
био је висински регулатив који је условио спратност ове нове пословне вишеспратнице.
Након периода припремних радова, који су дуго трајали, 1954. и 1955. године због израде Теразијског тунела, почетак градње је каснио. Зграда је грађена по пројекту Алексеја Бркића, и требало је да буде већим делом завршена до краја 1955. године, с тим да се занатски и инсталатерских радови обаве у 1956. годину, како би до краја исте године зграда била и завршена.Међутим радови су завршени почетком 1957. године, када је она и усељена.

## Положај и пространство
Зграда се налази у улици Теразије бр. 8, у центру друштвеног живота Београда. У њеном окружењу је палата Албанија, Трг Републике, Кнез Михаилова улица, велики број импозантних грађевина с почетка 20. века, неколико хотела, кафана и трговинских радњи, са којима чини јединствену архитектонску целину.

## Архитектура
Зграда има спратни распоред, са радним простором постављеним у по два спољна тракта, док је унутрашњи, средишњи тракт резервисан за помоћне просторије и комуникацију. Кроз пасажни улаз доспева се у репрезентативни комуникациони и изложбени
простор са витринама за излагање у приземљу зграде. На првом спрату је хол за пријем странака и велика сала за конференције са пратећим просторијама. Други спрат, је био предвиђен за руководство Хемпра, а остали спратови (од трећег до шестог) су типски,  и канцеларијског су типа. На последњем спрату су друштвене просторије (клуб) и једна сала са могућношћу изласка на терасу. На овом спрату су пројектоване  просторија за припрему хране и две гарсоњере.
Зграду одликује аутентична архитектонска замисао пројектаната, који чини одступање у структури главне фасаде. Пројектант стаклену фасаду, такозвани „зидни застор“, уоквирује мраморним оквиром, а на специфичан и упечатљив начин истура балкон, који је  поставио асиметрично; неочекивано излазећи из стакла. 
Приземље зграде је увучено иза зидног платна фасаде, а последњи спрат је решен у виду закошених сегмената, који представљају ликовни израз али и спону са завршеним спратовима суседних објеката.
Дворишна фасада је изведена у сведенијој форми у односу на чеону, са карактеристичном хоризонталном поделом континуалних низова прозорских отвора који понављају растер са уличне фасаде, за чију израду је аутор користио бетонске парапете.
Применом различитих материјала и степенастим обликовањем поткровне равни, аутор је на овој грађевини избегао шаблонску безорнаменталност.

## Степен заштите
Објекат је вреднован као значајно архитектонско остварење, савремене архитектуре вешто интерполирано у оквир историјски наслеђене урбане и градске матрице улице Теразије. и данас се сврстава у културно добро, као део старог језгра на Теразијама...коме је  пружило визуелни и просторни импулс.. Или како стоји у образложењу Одлуке о утврђивању зграде „Хемпро” на Теразијама у Београду за споменик културе бр. 65/2019-6:
Аутор овим делом наговештава свој оригинални ликовни манир као и појаву једне нове неконвенционалне архитектуре. Посматрајући споменик културе као засебну целину, види се изванредна демонстрација модернистичких постулата, без залажења у пуко подражавање. Услед утицаја архитектуре Мис ван де Роа и интернационалног стила, споменик културе одише једноставношћу и геометризмом, али ослобођен постулата строгог функционализма. Софистицирано одабрани и уклопљени детаљи интерполирани су у целину, истовремено не губећи на својој изражајности и не реметећи утисак компактности.